# Mococa
Mococa ist eine Stadt im brasilianischen Bundesstaat São Paulo. 2022 lebten in Mococa nach offizieller Schätzung 67.681 Menschen auf 854 km².

## Geographie

### Distrikte
Die Gemeinde ist in Distrikte unterteilt:
- Mococa – Hauptdistrikt
- Igaraí
- São Benedito das Areias

## Geschichte
Die Gemeinde wurde 1871 durch Landesgesetz gegründet.

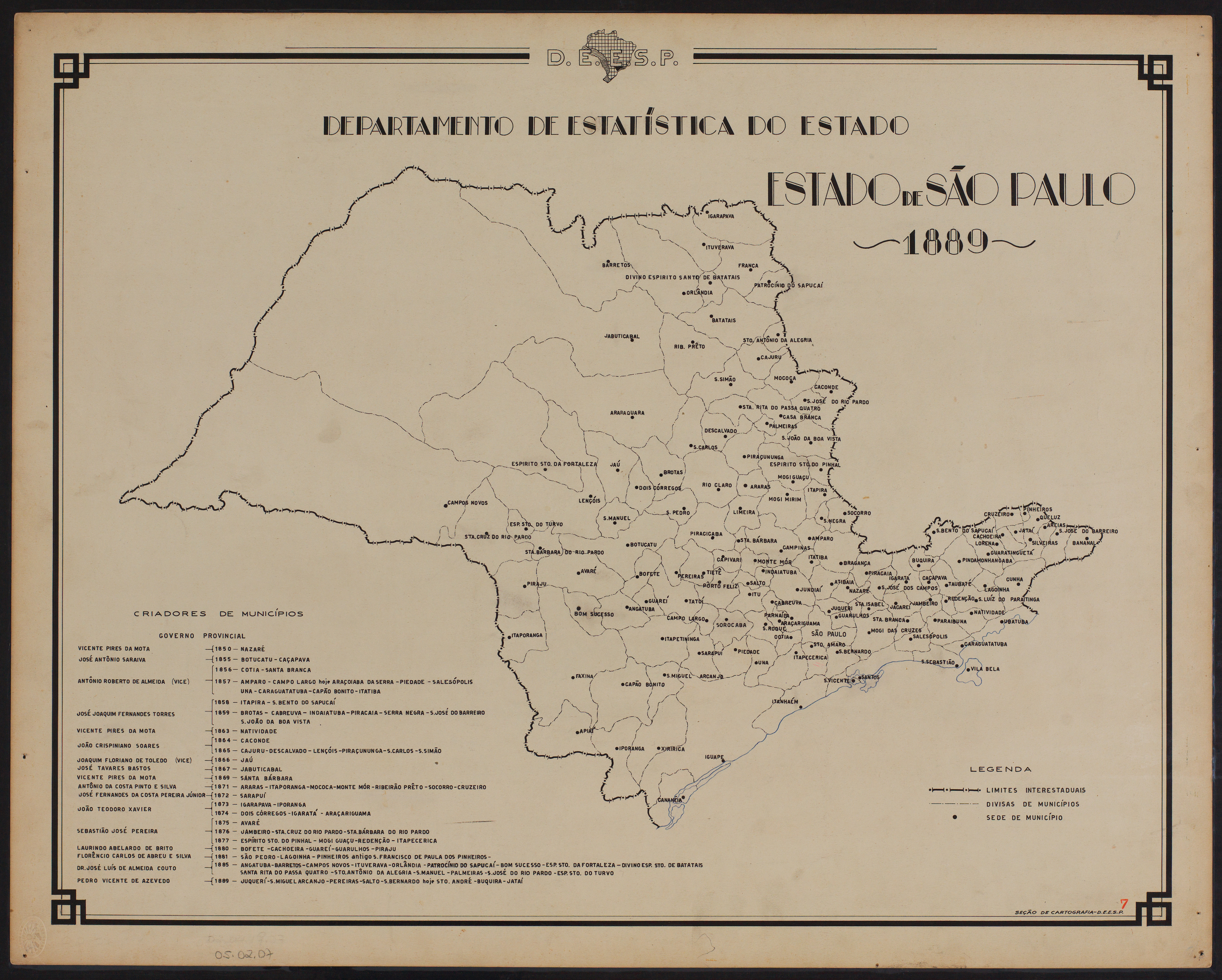
Karte des Bundesstaates São Paulo (1889).

## Bevölkerung
| Bevölkerungsentwicklung | Bevölkerungsentwicklung |
| Jahr                    | Bevölkerung             |
| ----------------------- | ----------------------- |
| 1920                    | 26.157                  |
| 1940                    | 26.054                  |
| 1950                    | 30.706                  |
| 1960                    | 31.851                  |
| 1970                    | 34.819                  |
| 1980                    | 47.313                  |
| 1991                    | 58.374                  |
| 2000                    | 65.574                  |
| 2010                    | 66.290                  |
| 2022                    | 67.681                  |
| [ 4 ] [ 5 ] [ 6 ]       |                         |

## Religion
Das Christentum ist in der Stadt wie folgt vertreten:

### Römisch-katholische Kirche
Die römisch-katholische Gemeinde ist Teil des Bistums São João da Boa Vista.

### Protestantische Kirche
In der Stadt gibt es die unterschiedlichsten evangelischen Glaubensrichtungen, hauptsächlich Pfingstler, darunter die brasilianischen Assemblies of God, die Christliche Kongregationalistische Kirche in Brasilien, und andere.